# Echinorhynchus veli
Echinorhynchus veli is een soort haakworm uit het geslacht Echinorhynchus. De worm behoort tot de familie Echinorhynchidae. Echinorhynchus veli werd in 1978 beschreven door George & Nadakal.